# Побуна на броду Баунти (филм из 1935)
Побуна на броду Баунти (енгл. Mutiny on the Bounty) је амерички драмски филм из 1935. године, режисера и продуцента Френка Лојда, заснован на истоименом роману који су написали Чарлс Нордхоф и Џејмс Норман Хол. Главне улоге тумаче Чарлс Лотон, Кларк Гејбл, Франшо Тон, Мовита Кастанеда и Мамо Кларк.
Упркос историјским нетачностима, филм је остварио велики успех на благајнама, поставши филм са највећом зарадом 1935. и један од највећих хитова студија MGM из 1930-их. Филм је био номинован за осам Оскара, од којих је освојио само онај за најбољи филм.

## Радња
Једне ноћи у Портсмуту, 1787. године, група морнара упада у локалну таверну и присиљава све мушкарце који тамо пију у поморску службу. Један од њих се распитује на ком броду ће пловити, а вођа морнара га обавештава да је то Баунти. На питање ко је капетан, другом човеку је речено да је капетан Вилијам Блај, те он покушава да побегне, пошто је Блај брутални тиранин који рутински примењује оштре казне како на официрима тако и на посади за које сматра да им недостаје дисциплина, након изазивања било каквог прекршаја на броду, или пркошења његовом ауторитету на било који начин.
Баунти напушта Енглеску неколико дана касније на двогодишње путовање преко Тихог океана. Флечер Кристијан, бродски поручник, је строг, али саосећајан човек који не одобрава Блајов третман према посади. Роџер Бајам је идеалистички везист који је подељен између лојалности Блају, због породичне поморске традиције, и пријатељства са Кристијаном.
Током путовања, непријатељство између Кристијана и Блаја расте након што Кристијан отворено критикује Благове неправедне поступке на броду. Када брод стигне на острво Тахити, где посада набавља саднице хлебног дрвета да их однесе у Антиле, Блај кажњава Кристијана одбијајући да му дозволи да напусти брод током њиховог боравка.
Бајам, у међувремену, поставља резиденцију на острву и живи са поглаваром острва Хитихитијем и његовом ћерком Техани, где саставља енглески речник тахићанског језика. Хитихити убеђује Блаја да дозволи Кристијану једнодневну посету острву. Блај се слаже, али брзо одбија да га пусти из ината. Кристијан занемарује наређење и проводи свој дан ван брода са локалном девојком, Маимити. Кристијан јој обећава да ће се једног дана вратити.
Након напуштања Тахитија, посада почиње да прича о побуни након што је Блајова оштра дисциплина довела до смрти вољеног бродског хирурга, господина Бакуса. Блај озбиљно смањује количину воде за посаду у корист обезбеђивања више воде за саднице хлебног дрвета.
Кристијан, иако се у почетку противио тој идеји, одлучује да више не може толерисати Блајову бруталност када види како су чланови посаде оковани у гвоздене ланце, и он покреће побуну. Посада упада у ризницу са оружјем и заузима брод. Блај и његови лојалисти су остављени да у чамцу плутају на мору са мапом и одређеном количином оброка како би се осигурало њихово преживљавање. Захваљујући Блајовом сталном вођству, они су у стању да пронађу пут назад на копно.
У међувремену, Кристијан наређује да се Баунти врати на Тахити. Бајам, који је био у својој кабини током побуне, не одобрава оно што је Кристијан урадио и одлучује да њих двојица више не могу да буду пријатељи.
Неколико месеци касније, Бајам је ожењен Техани, а Кристијан се оженио Маимити и са њом има дете, док остатак посаде ужива у слободи на острву. После дужег отуђења, Бајам и Кристијан обнављају своје пријатељство. Међутим, када је британски брод Пандора примећен како се приближава, Бајам и Кристијан одлучују да се морају растати. Бајам и неколико чланова посаде остају на острву да би их брод одвео назад у Енглеску, док Кристијан предводи преосталу посаду, своју жену и неколико Тахићана и Тахићанки назад на Баунти у потрази за новим острвом на коме ће потражити уточиште.
Бајам се укрцава на Пандору и, на велико изненађење, открива да је Блај капетан. Блај, који сумња да је Бајам био саучесник у побуни, оставља га у притвору до краја путовања преко мора.
У Енглеској, Бајам је изведен пред војни суд и проглашен кривим за побуну. Пре него што га суд осуди, Бајам говори о Блајовом окрутном, дехуманизујућем понашању на броду Баунти. Због интервенције његовог пријатеља сер Џозефа Бенкса и лорда Худа, Бајам добија помиловање краља Џорџа III и дозвољено му је да настави своју поморску каријеру.
У међувремену, Кристијан је пронашао Питкерн, ненасељено острво погодно за живот, за које верује да ће пружити адекватно уточиште од домета Краљевске морнарице. Након што се Баунти насука на стене, Кристијан наређује да га спале.

## Улоге
| Глумац           | Улога            |
| ---------------- | ---------------- |
| Чарлс Лотон      | капетан Блај     |
| Кларк Гејбл      | Флечер Кристијан |
| Франшо Тон       | Роџер Бајам      |
| Херберт Мандин   | Смит             |
| Еди Квилан       | Томас Елисон     |
| Дадли Дигс       | Бакус            |
| Доналд Крисп     | Беркит           |
| Хенри Стивенсон  | сер Џозеф Бенкс  |
| Френсис Листер   | капетан Нелсон   |
| Спринг Бајингтон | госпођа Бајам    |
| Мовита Кастанеда | Техани           |
| Мамо Кларк       | Маимити          |
| Бајрон Расел     | Квинтал          |
| Дејвид Торенс    | лорд Худ         |
| Џон Харингтон    | господин Персел  |
| Ијан Вулф        | Мегс             |
| Девит Џенингс    | Фрајер           |
| Иван Симпсон     | Морган           |
| Вернон Даунинг   | Хејворд          |
| Бил Бамбриџ      | Хитихити         |
| Марион Клејтон   | госпођа Елисон   |

## Историјска тачност
Филм садржи неколико историјских нетачности. Капетан Блај никада није био на броду Пандора, нити је био присутан на суђењу побуњеницима који су остали на Тахитију. У то време био је на другој страни света, на свом другом путовању за садницама хлебног дрвета. Отац Флечера Кристијана је умро много година пре него што је Кристијан отпутовао на броду Баунти, док филм приказује старијег Кристијана на суђењу. Филм је увек представљан као адаптација књиге Нордхофа и Хола, која се већ разликовала од стварне приче о побуни.
Блај је у почетку приказан као брутални, садистички дисциплинар, који постаје мекши током путовања до Тимора. Одређене сцене укључују провлачење човека испод кобилице и бичевање мртваца; ништа од овога се није догодило. Провлачење испод кобилице се током историје ретко користило, ако је уопште и било у употреби, и било је напуштен давно пре Блајовог времена. Заиста, педантна евиденција Баунтијевог дневника открива да је стопа бичевања била нижа од просека за то време.
Пре побуне, Баунти је имао само две смрти. Један морнар, Џејмс Валентајн, умро је од лоше дефинисане респираторне болести; дневници указују на то да га је „ухватио насилан шупљи кашаљ и много пљувања”. А бродски хирург, Томас Хаган, очигледно је умро од компликација због свог хроничног алкохолизма, а не као резултат злостављања од стране Блаја. Заправо, Блај је запретио да ће запленити и затворити Хаганове залихе алкохола због тога што је редовно био у алкохолисаном стању док је био на дужности, што је на крају и извео. Хаганово константно пијанство оставило је Блајгу мало избора осим да сам надгледа кључне здравствене проблеме. Значајно је да је посада била на сталном прегледу на скорбут, а Блај – његова стручност у овој ствари развијена под капетаном Џејмсом Куком – није открио никакве проверене знаке болести у било ком тренутку.
Исто тако, филм приказује побуњенике како преузимају брод тек након што су убили неколико лојалних чланова посаде, док у реалности нико није умро (иако је један члан посаде био веома близу да убије Блаја док га Кристијан није зауставио). На крају, приказано је да је Кристијан био инспирисан да преузме брод након што је Блај неправедно ставио неколико чланова посаде у окове; ово се није десило.
У последњој сцени филма, Кристијан држи узбудљив говор својим колегама побуњеницима, говорећи о стварању савршеног друштва слободних људи на Питкерну, далеко од Блаја и морнарице. Стварност је била сасвим другачија јер су побуњеници поробили Тахићане.
За историјску тачност, Кларк Гејбл је невољно морао да обрије бркове јер су морнари у Краљевској морнарици у 18. веку морали да буду добро обријани. Везист Роџер Бајам је заснован на стварној особи, везисту Питеру Хејвуду, који није наведен ни у роману, нити у филму. Баш као што је измишљени Бајам помилован на крају филма, прави Питер Хејвуд је помилован због свог учешћа у побуни. Трејлери за филм су 1935. године направили грешку називајући везиста Бајама заставником.
Побуњеник Томас Елисон је приказан као неко коме је било дозвољено да види своју жену пре погубљења. Нема података који би указивали на то да је прави Елисон био ожењен, а у сваком случају, утешна посета овог типа никада не би била дозвољена у стварном животу.

## Продукција

### Локације снимања
- Француска Полинезија
- Metro-Goldwyn-Mayer Studios − Калвер Сити, Калифорнија, САД
- Монтерејски залив, Монтереј, Калифорнија, САД
- Монтерејска лука, Монтереј, Калифорнија, САД
- Сан Франциско, Калифорнија, САД
- Острво Сан Мигел, Калифорнија, САД
- Канал Санта Барбара, Каналска острва, Калифорнија, САД
- Острво Санта Каталина, Калифорнија, САД
- Тихи океан
- Тахити

Џејмс Кегни (тада на паузи од студија Warner Bros. током спора око уговора) и будуће звезде Дејвид Нивен и Дик Хејмс били су непотписани статисти у филму. Кегни је јасно видљив на почетку филма. Пловио је својим чамцем близу места где се снимао филм у близини острва Каталина; редитељ Френк Лојд био му је стари пријатељ, а Кегни га је питао да ли би могао да одигра малу улогу у филму, рекавши, у шали, „Треба ми новац”. Лојд је Кегнија обукао у одећу члана посаде и ставио га у позадину неколико сцена.
Чарлс Лотон, који је имао озбиљне комплексе у вези са својом тежином и непривлачним изгледом, ужасно је патио упоређујући себе са привлачним, мужевним Кларком Гејблом. Лотон је стално пазио на сопствени ход, гестове и лице, гледајући да не дозволи да се његови комплекси виде.

### Брод
Један официр британске трговачке морнарице се присећао у својим мемоарима да је видео како су шкуну Комодора II са предњом и крмном опремом разбили у Кејптауну 1945. године, претрпевши озбиљну штету од олује, и да је то био брод који је поново монтиран за филм.

## Пријем

### Зарада
Према евиденцији студија, филм је зарадио 2.250.000 долара у САД и Канади и 2.210.000 у остатку света, што је резултовало профитом од 909.000 долара.
Ово је био трећи најпопуларнији филм на британским благајнама у периоду од 1935 до 1936. године.

### Критике
Критичари у време објављивања су били одушевљени. Андре Сенвалд из новина The New York Times је написао: „Мрачан, бруталан, снажно романтичан, направљен од ужаса и очајничке храбрости, ово је дивљачки узбудљива и узбудљиво драматична фотоигра. Нордхоф-Халова трилогија је, наравно, рођена да буде снимљена, а Metro-Goldwyn-Mayer му је пружио продукцију какву сјајна прича заслужује.” The Hollywood Reporter је хвалио да је филм „један од најбољих филмова свих времена”, са „епским залетом мора”. Variety га је назвао „Холивудом у свом најбољем издању. Прича свакако није могла бити представљена тако снажно ни у једном другом медију”. Film Daily написао је: „Ово је једна од најважнијих продукција од настанка звучних филмова. Мрачна је, привлачна и сликовито савршена.” Џон Мошер из The New Yorker-а је изјавио да су филмски ствараоци „одрадили добар, солидан, фин посао” и написао да Лотонова улога капетана Блаја „можда није баш слика оригиналног насилника, али је Лотоново ремек дело.” Филм се нашао на врху годишње анкете коју је спровео Film Daily, од 523 критичара, као најбољи филм 1936. (објављен је прекасно у години да би се појавио на гласању 1935. године).
Rotten Tomatoes извештава о рејтингу од 96% на основу 74 рецензије, са пондерисаним просеком од 8,60/10. Консензус сајта гласи: „Историјске нетачности у овој авантури на отвореном мору више су него надокнађене њеним безвременским темама, спектакуларним изведбама Кларка Гејбла и Чарлса Лотона, као и врхунском режијом Френка Лојда”.

## Награде и признања

### Оскар
Ово је последње остварење које је освојило Оскара за најбољи филм, а да није победило ни у једној другој категорији (после филмова Бродвејска мелодија и Гранд хотел). Ово је једини филм који је имао три номинације за најбољег глумца. Као резултат тога, створена је категорија за најбољег споредног глумца, која је почела да се додељује следеће године.
| Награда                     | Номиновани                                                                                          | Резултат   |
| --------------------------- | --------------------------------------------------------------------------------------------------- | ---------- |
| Најбољи филм                | Metro-Goldwyn-Mayer (Ирвинг Талберг и Френк Лојд)                                                   | Освојено   |
| Најбољи режисер             | Френк Лојд                                                                                          | Номинација |
| Најбољи глумац              | Кларк Гејбл                                                                                         | Номинација |
| Најбољи глумац              | Чарлс Лотон                                                                                         | Номинација |
| Најбољи глумац              | Франшо Тон                                                                                          | Номинација |
| Најбољи адаптирани сценарио | Џулс Фуртман, Талбот Џенингс и Кери Вилсон                                                          | Номинација |
| Најбоља монтажа             | Маргарет Бут                                                                                        | Номинација |
| Најбоља оригинална музика   | Нат В. Финстон и Херберт Стотхарт ("Love Song of Tahiti" коју је написао Волтер Џурман, непотписан) | Номинација |

### Друга признања
Признања Америчког филмског института
- 100 година АФИ-ја... 100 филмова − #86
- 100 година АФИ-ја... 100 хероја и негативаца
  - Капетан Блај − негативац #19

## Отказани наставци
Године 1940. пријављено је да Френк Лојд жели да сними филм о животу капетана Блаја са Спенсером Трејсијем или Чарлсом Лотоном у главној улози за Universal Studios. Овај филм никада није направљен.
Године 1945. објављено је да ће MGM снимити наставак са Гејблом, Кристијан из Баунтија. Филм би био заснован на роману Чарлса Нордхофа о Кристијановим романтичним авантурама у Енглеској и Јужној Америци након колонизације острва Питкерн, а продуцирао би га Кери Вилсон. Ни овај филм никада није направљен.

## Друге филмске верзије
Римејк у боји, у трајању од три сата, из 1962. године, са Марлоном Брандом у улози Флечера Кристијана и Тревором Хауардом као капетаном Блајем, био је катастрофалан и на критичком и на финансијском нивоу у време изласка. Ипак, овај римејк је био номинован за Оскара за најбољи филм.
Године 1984. Мел Гибсон је играо Кристијана уз Ентонија Хопкинса у улози Блаја у филму (базираном не на романима Нордхоф-Хола, већ на историјском делу Ричарда Хафа) под називом Побуна на броду Баунти. Ова верзија, која је дала доста симпатичнији поглед на Блаја, сматра се најближом историјским догађајима.
Верзија из 1935. сама по себи није била први филмски приказ побуне. Године 1933. објављен је аустралијски филм под називом У знаку Баунтија, са тада непознатим Еролом Флином у улози Флечера Кристијана, али није био успешан и добио је тек неколико приказивања ван Аустралије. Флин је у својој аутобиографији написао да кад год је поменуо да је играо Кристијана у аустралијској верзији Побуне на броду Баунти две године пре Гејбла, нико му никада није поверовао. Постојао је и још ранији филм, аустралијско-новозеландске продукције из 1916. године, Побуна на броду Баунти у режији Рејмонда Лонгфорда.

## Пародије
- Цртани филм Фриза Фреленга Mutiny on the Bunny приказује Симу Страхоту као скипера који је киднапује Душка Дугоушка, само да би доживео Душкову побуну. Такође, у једној сцени у Фреленговом ранијем цртаћу Buccaneer Bunny, Душко се облачи као капетан Блај (укључујући визуелни и вокални утисак Чарлса Лотона) и издаје наређења Сими.
- У епизоди серије Изгубљени у свемиру из 1967. године „Mutiny in Space” појављује се Роналд Лонг који имитира Чарлса Лотона у улози „адмирала Зарка”, капетана свемирског брода.
- Моркамб и Вајз су извели скеч са Артуром Лоуом (који је играо капетана Мејнваринга у Татиној војсци) у улози капетана Блаја. На крају скеча је објављено да Блај има неке лојалне чланове посаде за које се испоставило да су други чланови Татине војске.
- Епизода „Holidays at Home” серије It Ain't Half Hot Mum из 1978. године, укључује секвенцу снова у којој глумци ситкома изводе сцене из овог филма.
- У епизоди серије Симпсонови „The Wettest Stories Ever Told”, чланови породице причају приче смештене на бродовима. Други сегмент је пародија на овај филм и поставља директора Скинера као капетана Блаја, брутализирајући чланове посаде (које играју Барт, Милхаус, Мартин, Нелсон, Џимбо, Долф и Керни).